# Truttikon
Truttikon is een gemeente en plaats in het Zwitserse kanton Zürich, en maakt deel uit van het district Andelfingen.
Truttikon telt 469 inwoners.